# Pazyrykmattan

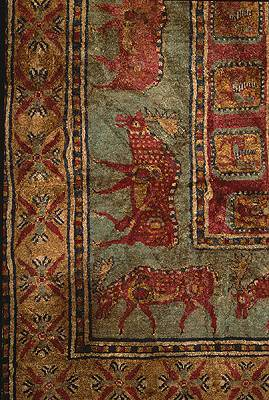
Detalj av pazyrykmattan på Eremitaget i Sankt Petersburg

Pazyrykmattan är världens äldsta bevarade knutna matta och anses vara från 400-talet f.Kr. Den hittades i en grav vid Pazyryk i Altaibergen i södra Sibirien år 1947, och finns nu utställd i Eremitaget i S:t Petersburg.